# 陳友
陳 友（ちん ゆう、生年不詳 - 1460年）は、明代の軍人。

## 生涯
陳友の祖先は西域から中国本土に入って、滁州全椒県に移住した。正統初年、陳友の官は千戸となり、都指揮僉事に累進した。連年オイラトへの使者をつとめて功労があり、都指揮使に進んだ。1444年（正統9年）、寧夏遊撃将軍となり、総兵官の黄真とともにウリャンカイを攻撃した。戦功が多く、都督僉事に進んだ。ほどなく招答哈卜ら400人を塞外から出して帰順させた。
1449年（正統14年）9月、景泰帝が即位すると、陳友は都督同知に進み、湖広・貴州の苗族を討った。1450年（景泰元年）4月、左参将となった。9月、靖州を守備した。1451年（景泰2年）、王来らとともに香爐山の反乱軍を討つことになり、陳友は万潮山から入って、反乱軍を破った。湖広に留まって駐屯した。功績が論じられて、右都督に進んだ。1453年（景泰4年）春に苗族500人あまりを斬ったと上奏し、1454年（景泰5年）に苗族300人あまりを斬ったと上奏した。しかし都指揮の戚安ら8人が戦死しており、兵部はその功績が虚偽ではないかと疑い、指揮の蔡昇もまた陳友の報告が欺瞞であると上奏した。総督の石璞が命を受けてこれを調査すると、斬ったのはわずか3、40人ばかりで、自軍の将士1400人を失っていた。このため陳友は罪を宣告され、反乱者を殺して自らの罪を贖うよう命じられた。1457年（天順元年）、方瑛に従って天堂の苗族たちを討ち、勝利を得た。湖広に駐屯したまま、左副総兵に進んだ。ほどなく方瑛とともに蒙能の残党を破った。北京に召還されて武平伯に封じられ、世券を与えられた。
北元のボライが明の西北辺境に侵攻してくると、陳友は遊撃将軍となり、安遠侯柳溥らに従って防戦に赴いた。都指揮の趙瑛らを率いて戦い、ボライを敗走させた。1458年（天順2年）、ボライが鎮番に侵攻してくると、陳友はこれを迎撃し、160人の捕虜を得た。ほどなく将軍の印を佩き、総兵官となり、寧夏に侵攻してくるモンゴル軍を討った。先立ってボライが甘州・涼州に侵入したとき、柳溥や総兵の衛穎らは防戦できず、ひとり陳友のみが勝利を得ていた。巡撫の芮釗は諸将の敗戦の詳細を報告し、兵部は陳友を免罪するよう請願した。英宗は柳溥らとそろって敗戦の罪を許した。1459年（天順3年）3月、陳友は北京に召還された。4月、爵位を武平侯に進められた。1460年（天順4年）3月丙午、死去した。6月、子の陳能が武平伯の爵位を嗣いだ。1490年（弘治3年）、陳友は沔国公の位を追贈された。諡は武僖といった。